# Pterolophia nigrosparsa
Pterolophia nigrosparsa är en skalbaggsart som beskrevs av Hermann Julius Kolbe 1893. Pterolophia nigrosparsa ingår i släktet Pterolophia och familjen långhorningar. Inga underarter finns listade i Catalogue of Life.